# A Sky Full of Stars
A Sky Full of Stars is de derde single van het album Ghost Stories van de Britse groep Coldplay. 'A Sky Full of Stars' is het achtste nummer op dit album.

## Inhoud
Het nummer gaat over een man die de vrouw die hij bemint vergelijkt met een hemel vol sterren en daarom zijn hart aan haar wil geven. De zin you light up the path is een verwijzing naar Psalm 119. Andere verwijzingen zijn het licht en de duisternis of aartsvader Abraham onder de sterrenhemel.

## Opname
Het nummer is opgenomen door de band tijdens sessies voor hun zesde studioalbum in hun speciaal gebouwde studio's 'The Bakery' en 'The Beehive' in Noord-Londen, Engeland. Beide studio's waren oorspronkelijk gebouwd voor de twee vorige studioalbums, Viva la Vida or Death and All His Friends in 2008 en Mylo Xyloto in 2010. De Zweedse muziekproducent Avicii (Tim Bergling) was uitgenodigd door de band om samen te werken aan 'A Sky Full of Stars'. Bovendien werd hij door zanger Chris Martin gevraagd om de pianostukken te spelen en op te nemen. Later zei Martin in een interview met BBC Radio 1 tegen diskjockey Zane Lowe dat het voelde alsof hij de band had 'bedrogen' door te vragen of Avicii op de piano wilde spelen in plaats van Martin zelf.

## Videoclip
De videoclip voor 'A Sky Full of Stars' is geregisseerd door Mat Whitecross. De video is opgenomen op 17 juni 2014 in King Street in Newtown, een van de voorsteden van Sydney. De clip, die 4 minuten en 13 seconden duurt, kwam uit op 19 juni 2014.
Aan het begin van de video loopt zanger Chris Martin door de straat als een eenmansorkest, terwijl hij het eerste couplet van het liedje zingt. Dan komt hij bij de andere drie bandleden, die ook ieder als eenmansorkest verkleed zijn. Samen spelen ze het instrumentale refrein van het lied. Hierna loopt Martin weg bij de andere drie en zingt het tweede couplet. Op het eind van de video herenigt de band zich op een plein, terwijl ze samen met een groep fans het laatste deel van het lied zingen. Terwijl dit laatste deel gezongen wordt, worden er papieren sterren op het plein geblazen.

## Tracklist
| Nr. | Titel                            | Duur  |
| --- | -------------------------------- | ----- |
| 1.  | A Sky Full of Stars (radio edit) | 03:56 |
| 2.  | All Your Friends                 | 03:32 |
| 3.  | Ghost Story                      | 04:17 |
| 4.  | O (Reprise)                      | 04:17 |

| Nr. | Titel                           | Duur  |
| --- | ------------------------------- | ----- |
| 1.  | A Sky Full of Stars             | 04:28 |
| 2.  | Midnight (Phones 4AM remix)     | 10:56 |
| 3.  | Midnight (Henrik Schwarz remix) | 08:42 |
| 4.  | Midnight (Jon Hopkins remix)    | 10:06 |

## Hitnoteringen

### Nederlandse Top 40
| Hitnotering: 17-05-2014 t/m 15-11-2014 | Hitnotering: 17-05-2014 t/m 15-11-2014 | Hitnotering: 17-05-2014 t/m 15-11-2014 | Hitnotering: 17-05-2014 t/m 15-11-2014 | Hitnotering: 17-05-2014 t/m 15-11-2014 | Hitnotering: 17-05-2014 t/m 15-11-2014 | Hitnotering: 17-05-2014 t/m 15-11-2014 | Hitnotering: 17-05-2014 t/m 15-11-2014 | Hitnotering: 17-05-2014 t/m 15-11-2014 | Hitnotering: 17-05-2014 t/m 15-11-2014 | Hitnotering: 17-05-2014 t/m 15-11-2014 | Hitnotering: 17-05-2014 t/m 15-11-2014 | Hitnotering: 17-05-2014 t/m 15-11-2014 | Hitnotering: 17-05-2014 t/m 15-11-2014 | Hitnotering: 17-05-2014 t/m 15-11-2014 |
| Week:                                  | 1                                      | 2                                      | 3                                      | 4                                      | 5                                      | 6                                      | 7                                      | 8                                      | 9                                      | 10                                     | 11                                     | 12                                     | 13                                     | 14                                     |
| -------------------------------------- | -------------------------------------- | -------------------------------------- | -------------------------------------- | -------------------------------------- | -------------------------------------- | -------------------------------------- | -------------------------------------- | -------------------------------------- | -------------------------------------- | -------------------------------------- | -------------------------------------- | -------------------------------------- | -------------------------------------- | -------------------------------------- |
| Positie:                               | 22                                     | 14                                     | 8                                      | 7                                      | 6                                      | 6                                      | 6                                      | 7                                      | 7                                      | 8                                      | 9                                      | 9                                      | 9                                      | 10                                     |
| Week:                                  | 15                                     | 16                                     | 17                                     | 18                                     | 19                                     | 20                                     | 21                                     | 22                                     | 23                                     | 24                                     | 25                                     | 26                                     | 27                                     |                                        |
| Positie:                               | 11                                     | 13                                     | 13                                     | 15                                     | 17                                     | 20                                     | 23                                     | 26                                     | 30                                     | 33                                     | 33                                     | 33                                     | 40                                     | uit                                    |

### NederlandseSingle Top 100
| Hitnotering (week 1 t/m 52): 10-05-2014 t/m 02-05-2015 Hitnotering (week 53): 27-06-2015 | Hitnotering (week 1 t/m 52): 10-05-2014 t/m 02-05-2015 Hitnotering (week 53): 27-06-2015 | Hitnotering (week 1 t/m 52): 10-05-2014 t/m 02-05-2015 Hitnotering (week 53): 27-06-2015 | Hitnotering (week 1 t/m 52): 10-05-2014 t/m 02-05-2015 Hitnotering (week 53): 27-06-2015 | Hitnotering (week 1 t/m 52): 10-05-2014 t/m 02-05-2015 Hitnotering (week 53): 27-06-2015 | Hitnotering (week 1 t/m 52): 10-05-2014 t/m 02-05-2015 Hitnotering (week 53): 27-06-2015 | Hitnotering (week 1 t/m 52): 10-05-2014 t/m 02-05-2015 Hitnotering (week 53): 27-06-2015 | Hitnotering (week 1 t/m 52): 10-05-2014 t/m 02-05-2015 Hitnotering (week 53): 27-06-2015 | Hitnotering (week 1 t/m 52): 10-05-2014 t/m 02-05-2015 Hitnotering (week 53): 27-06-2015 | Hitnotering (week 1 t/m 52): 10-05-2014 t/m 02-05-2015 Hitnotering (week 53): 27-06-2015 | Hitnotering (week 1 t/m 52): 10-05-2014 t/m 02-05-2015 Hitnotering (week 53): 27-06-2015 | Hitnotering (week 1 t/m 52): 10-05-2014 t/m 02-05-2015 Hitnotering (week 53): 27-06-2015 | Hitnotering (week 1 t/m 52): 10-05-2014 t/m 02-05-2015 Hitnotering (week 53): 27-06-2015 | Hitnotering (week 1 t/m 52): 10-05-2014 t/m 02-05-2015 Hitnotering (week 53): 27-06-2015 | Hitnotering (week 1 t/m 52): 10-05-2014 t/m 02-05-2015 Hitnotering (week 53): 27-06-2015 | Hitnotering (week 1 t/m 52): 10-05-2014 t/m 02-05-2015 Hitnotering (week 53): 27-06-2015 | Hitnotering (week 1 t/m 52): 10-05-2014 t/m 02-05-2015 Hitnotering (week 53): 27-06-2015 | Hitnotering (week 1 t/m 52): 10-05-2014 t/m 02-05-2015 Hitnotering (week 53): 27-06-2015 | Hitnotering (week 1 t/m 52): 10-05-2014 t/m 02-05-2015 Hitnotering (week 53): 27-06-2015 | Hitnotering (week 1 t/m 52): 10-05-2014 t/m 02-05-2015 Hitnotering (week 53): 27-06-2015 |
| Week:                                                                                    | 1                                                                                        | 2                                                                                        | 3                                                                                        | 4                                                                                        | 5                                                                                        | 6                                                                                        | 7                                                                                        | 8                                                                                        | 9                                                                                        | 10                                                                                       | 11                                                                                       | 12                                                                                       | 13                                                                                       | 14                                                                                       | 15                                                                                       | 16                                                                                       | 17                                                                                       | 18                                                                                       | 19                                                                                       |
| ---------------------------------------------------------------------------------------- | ---------------------------------------------------------------------------------------- | ---------------------------------------------------------------------------------------- | ---------------------------------------------------------------------------------------- | ---------------------------------------------------------------------------------------- | ---------------------------------------------------------------------------------------- | ---------------------------------------------------------------------------------------- | ---------------------------------------------------------------------------------------- | ---------------------------------------------------------------------------------------- | ---------------------------------------------------------------------------------------- | ---------------------------------------------------------------------------------------- | ---------------------------------------------------------------------------------------- | ---------------------------------------------------------------------------------------- | ---------------------------------------------------------------------------------------- | ---------------------------------------------------------------------------------------- | ---------------------------------------------------------------------------------------- | ---------------------------------------------------------------------------------------- | ---------------------------------------------------------------------------------------- | ---------------------------------------------------------------------------------------- | ---------------------------------------------------------------------------------------- |
| Positie:                                                                                 | 2                                                                                        | 7                                                                                        | 13                                                                                       | 9                                                                                        | 12                                                                                       | 13                                                                                       | 17                                                                                       | 15                                                                                       | 9                                                                                        | 12                                                                                       | 9                                                                                        | 8                                                                                        | 10                                                                                       | 9                                                                                        | 11                                                                                       | 10                                                                                       | 14                                                                                       | 12                                                                                       | 14                                                                                       |
| Week:                                                                                    | 20                                                                                       | 21                                                                                       | 22                                                                                       | 23                                                                                       | 24                                                                                       | 25                                                                                       | 26                                                                                       | 27                                                                                       | 28                                                                                       | 29                                                                                       | 30                                                                                       | 31                                                                                       | 32                                                                                       | 33                                                                                       | 34                                                                                       | 35                                                                                       | 36                                                                                       | 37                                                                                       | 38                                                                                       |
| Positie:                                                                                 | 16                                                                                       | 19                                                                                       | 18                                                                                       | 19                                                                                       | 20                                                                                       | 22                                                                                       | 25                                                                                       | 30                                                                                       | 34                                                                                       | 37                                                                                       | 39                                                                                       | 44                                                                                       | 33                                                                                       | 43                                                                                       | 41                                                                                       | 36                                                                                       | 37                                                                                       | 41                                                                                       | 46                                                                                       |
| Week:                                                                                    | 39                                                                                       | 40                                                                                       | 41                                                                                       | 42                                                                                       | 43                                                                                       | 44                                                                                       | 45                                                                                       | 46                                                                                       | 47                                                                                       | 48                                                                                       | 49                                                                                       | 50                                                                                       | 51                                                                                       | 52                                                                                       |                                                                                          | 53                                                                                       |                                                                                          |                                                                                          |                                                                                          |
| Positie:                                                                                 | 58                                                                                       | 59                                                                                       | 66                                                                                       | 62                                                                                       | 64                                                                                       | 68                                                                                       | 76                                                                                       | 79                                                                                       | 87                                                                                       | 86                                                                                       | 80                                                                                       | 97                                                                                       | 99                                                                                       | 98                                                                                       | uit                                                                                      | 99                                                                                       | uit                                                                                      |                                                                                          |                                                                                          |

### NPO Radio 2 Top 2000
| Nummer met noteringen in de NPO Radio 2 Top 2000 | '14 | '15 | '16 | '17 | '18 | '19 | '20 | '21 | '22 | '23 | '24 |
| ------------------------------------------------ | --- | --- | --- | --- | --- | --- | --- | --- | --- | --- | --- |
| A Sky Full Of Stars                              | 667 | 198 | 220 | 263 | 146 | 146 | 136 | 148 | 108 | 68  | 89  |

1. ↑  Een vetgedrukt getal geeft de hoogste notering aan.
2. ↑  2014 was het eerste jaar met een notering voor dit nummer.